# A majmok bolygója (film, 2001)
A majmok bolygója (Planet of the Apes) 2001-ben bemutatott amerikai science fiction kalandfilm. A film a híres francia író, Pierre Boulle azonos című nagy sikerű regénye ötletéből készült. A regényből már korábban készítettek egy pentalógiát, melynek első része hatalmas siker lett. A filmet sokan az eredeti 1968-as filmhez hasonlították a megjelenésekor, bár az igazság az, hogy a két mű között elég sok az eltérés, mind minőségben, mind pedig a történetben.

## Története
A filmet a híres hollywoodi filmrendező, Tim Burton rendezte. A film főszereplője Leo Davidson (Mark Wahlberg), aki már a történet elején lezuhan űrhajójával egy ismeretlen bolygón és egyből a történések közepébe csöppen. Menekülő emberek között találja magát, majd ki is derül a planéta furcsasága, miszerint itt nem az ember, hanem a majom (csimpánzok, gorillák és orángutánok kasztja) az uralkodó faj. A főhős megjelenése amely elindítja a lavinát az emberek és a majmok közötti viaskodásban és kirobban a forradalom.

## Fogadtatása
A film a külföldi és a hazai kritikusok körében is elég kedvezőtlen fogadtatásra talált, egyes fórumokon egyes felhasználók véleménye szerint ez volt Tim Burton egyik legrosszabb filmje, bár azért ez elég túlzásnak érezhető. Valószínűleg az eredeti film rajongóinak volt a legnagyobb a hangja a film kritikájánál, akik nem igazán tudták elfogadni a modern kori változtatásokat kedvenc filmjükön. Az igazság azonban az, hogy az eredeti (1968-as) film is rengeteg kritikát kapott megjelenésekor, hiszen sok mindenben eltért a francia író művétől.

## Az 1968-as A majmok bolygója eltérései a regényhez képest
- A film főhőse nem a francia újságíró Ulysse Mérou, hanem az amerikai űrhajós, George Taylor.
- A regényben az emberek teljesen meztelenek, a filmben nem.
- A majmok technológiája és kultúrája fejletlenebb, mint a regényben olvasható.
- A filmben a majmok angolul beszélnek, a könyvben egy idegen nyelven.
- A film a Földön játszódik, a regény egy Földhöz hasonló bolygón.[4]

A modern kori feldolgozásban már nem George Taylor a főszereplő, hanem Leo Davidson (szintén űrhajós kapitány), így ez szintén nem hű a regényhez, amelyben Ulysse Mérou újságíró volt. A régebbi verzióban az emberek nem tudtak beszélni, viszont az újban már igen, csak el voltak nyomva a majmok által ilyen téren is... Viszont helyszín értelmében hűebb volt a regényhez, mivel ez szintén egy idegen bolygón játszódik (csak a film végén vagyunk a Földön), míg a régebbi változatban az egész film a Földön játszódott. Feltűnő eltérés még, hogy a 2001-es verzióban a majmok sokkal atletikusabbak, gyorsak, erősek és nagyokat ugranak (akár az igazi emberszabásúak), míg a 68'-asban ilyen téren teljesen emberszerűek voltak. Persze ez betudható az akkori technikai korlátoknak is.

## Szereplők
| Színész               | Szereplő               | Magyar hangja       |
| --------------------- | ---------------------- | ------------------- |
| Mark Wahlberg         | Leo Davidson           | Gyabronka József    |
| Kris Kristofferson    | Karubi                 | Bitskey Tibor       |
| Helena Bonham Carter  | Ari                    | Udvaros Dorottya    |
| Tim Roth              | Thade tábornok         | Rajhona Ádám        |
| Michael Clarke Duncan | Attar                  | Vass Gábor          |
| Erick Avari           | Tival                  | Németh Gábor        |
| Michael Jace          | Frank Santos           | Rékai Nándor        |
| David Warner          | Sandar                 | Makay Sándor        |
| Cary-Hiroyuki Tagawa  | Krull                  | Versényi László     |
| Estella Warren        | Daena                  | Ónodi Eszter        |
| Paul Giamatti         | Limbo                  | Koroknay Géza       |
| Luke Eberl            | Birn                   | Stukovszky Tamás    |
| Evan Parke            | Gunnar                 | Barabás Kiss Zoltán |
| Glenn Shadix          | Nado szenátor          | Láng József         |
| Freda Foh Shen        | Bon                    | Illyés Mari         |
| Chris Ellis           | Karl Vasich parancsnok | Rudas István        |